# سوفيلويرشيم
سوفيلويرشيم (بالفرنسية: Souffelweyersheim)‏ هي بلدية فرنسية تقع في إقليم الراين الأسفل من منطقة ألزاس في شمال شرق فرنسا. تبلغ مساحة هذه المدينة 4.51 (كم²)، يبلغ عدد سكانها 6281 نسمة حسب إحصاء المعهد الوطني للإحصاء والدراسات الاقتصادية سنة 2009 م. وترأس Patrick Kurtz البلدية خلال فترة (2009–حتى الآن).

## وصلات خارجية
- صفحة البلدية على موقع المعهد الوطني للإحصاء والدراسات الاقتصادية (بالفرنسية)